# 4 월드 트레이드 센터
포 월드 트레이드 센터(Four World Trade Center) 또는 150 그리니치 스트리트(150 Greenwich Street)는 미국 뉴욕주 뉴욕 시 맨해튼의 구 세계무역센터 부지에 재건된 신세계무역센터의 4번 타워 건물이다. 2006년 개장한 7 세계 무역 센터에 이어 신세계무역센터에서 두 번째로 개장한 마천루로, 2013년 11월 13일 완공 및 개장하였다.

## 용도
4WTC는 전망대가 위치한 68층과 기계실인 72층, WTC몰의 지하층을 제외한 대부분의 층이 사무용 오피스로 사용된다. 다만, 미국 경기 둔화 등으로 인하여 현재 임차된 오피스는 얼마 안 되어 공실률이 40%정도에 달한다.
| 층수  | 입주 업체                     |
| ----- | ----------------------------- |
| 72    | 기계실                        |
| 69~71 | 컨밴션 센터, 오피스, 레스토랑 |
| 68    | 전망대                        |
| 4~67  | 오피스                        |
| 2~3   | 로비                          |
| 1     | 로비                          |
| B2~B1 | WTC 몰                        |

## 갤러리

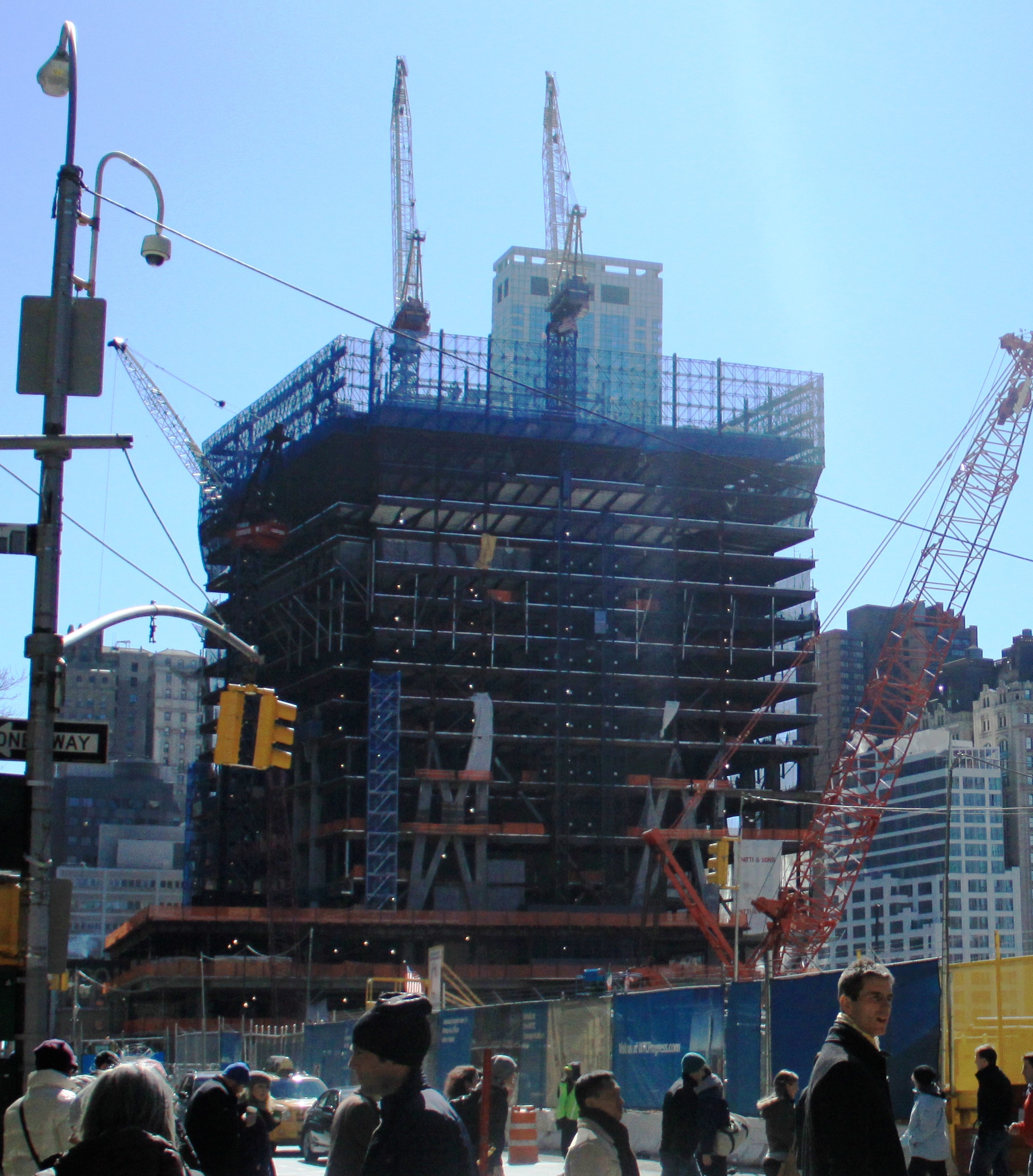
2011년 5월 26일
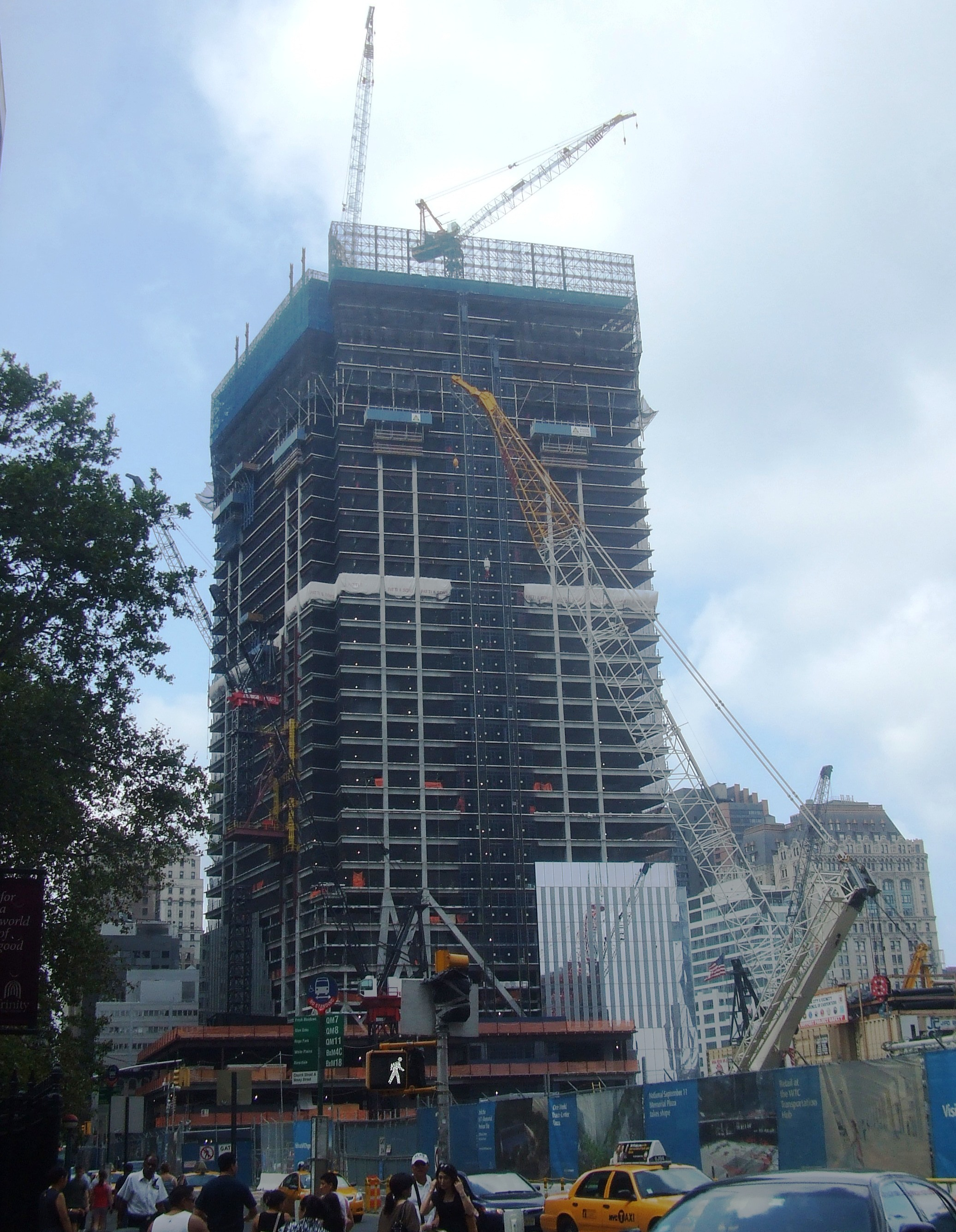
2011년 8월 7일
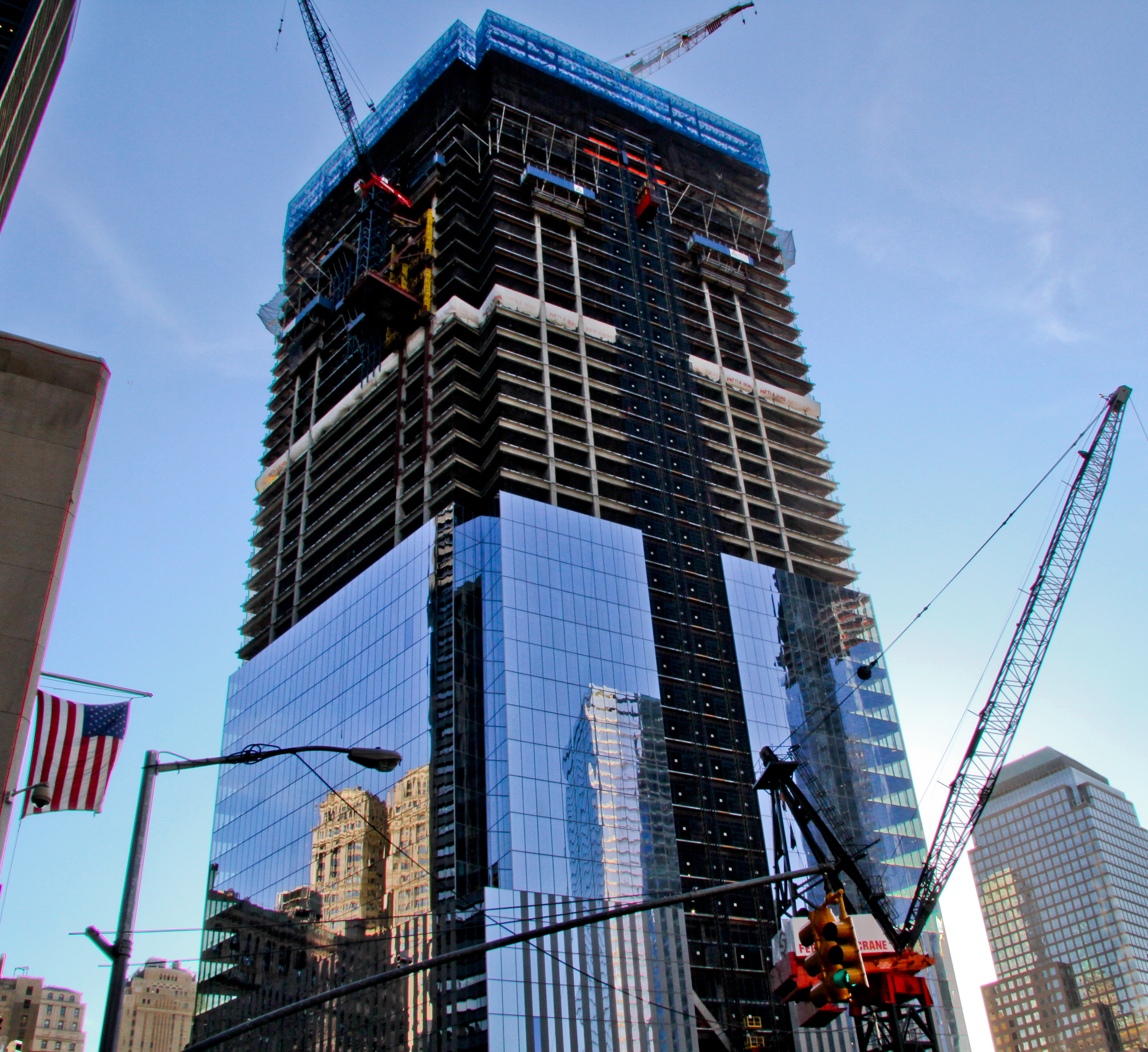
2011년 10월 7일
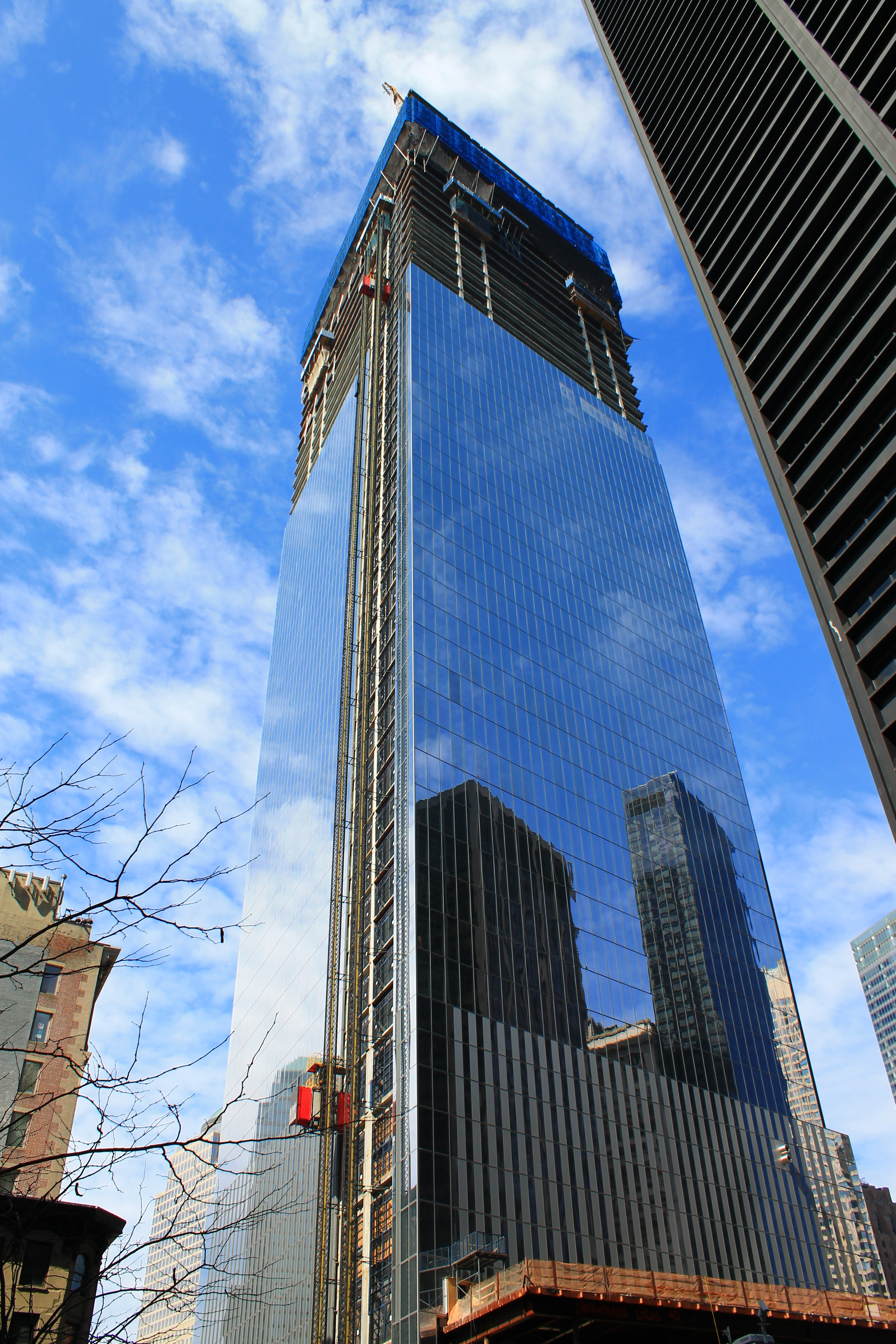
2012년 3월 12일
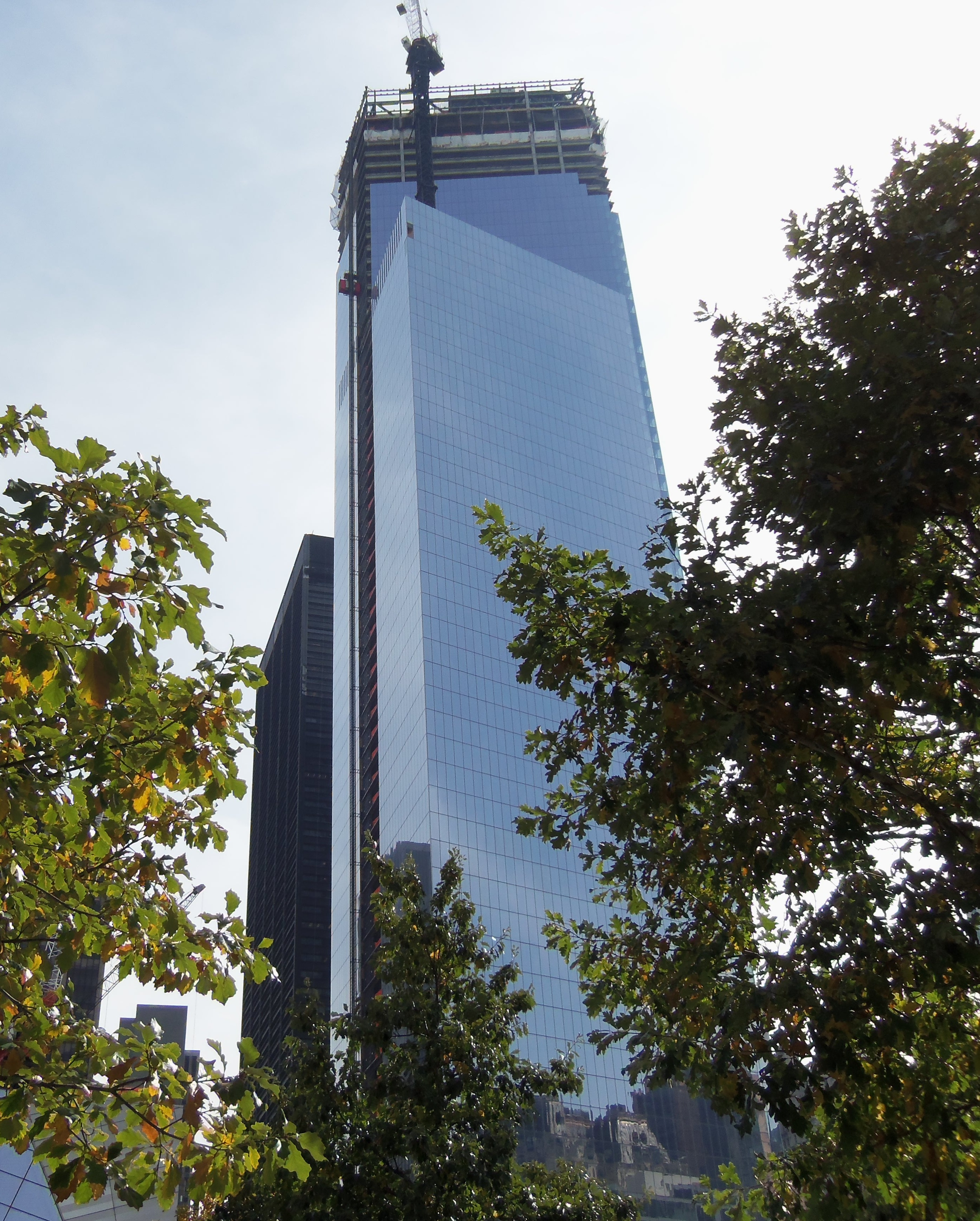
2012년 12월 17일
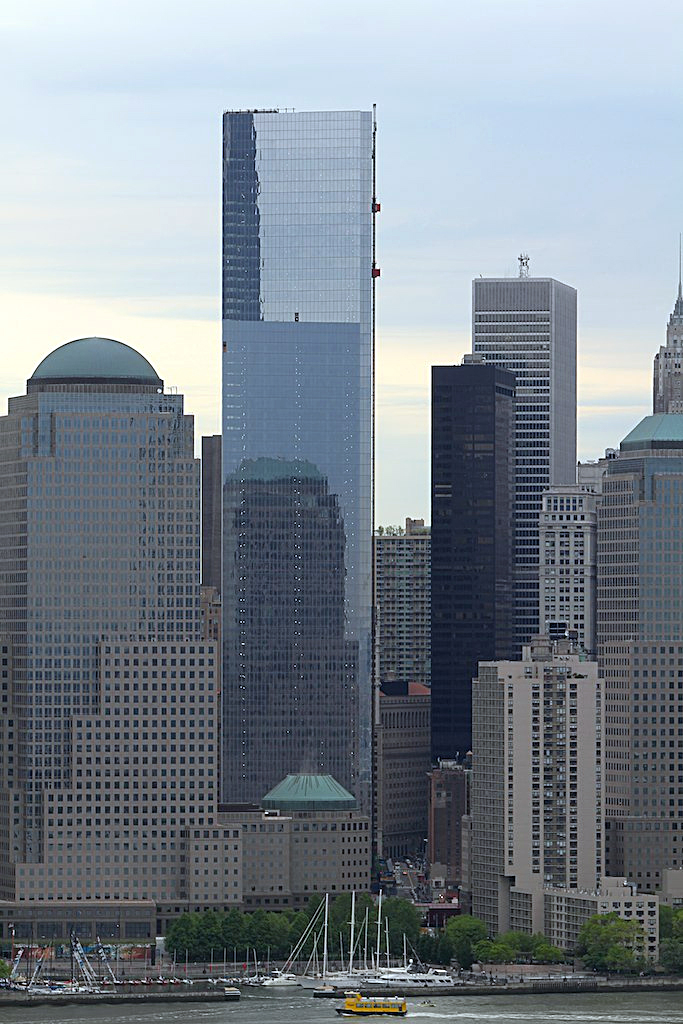
2013년 5월 17일

## 같이 보기
- 마천루 목록
- 세계 무역 센터
- 원 월드 트레이드 센터
- 투 월드 트레이드 센터
- 쓰리 월드 트레이드 센터
- 세븐 월드 트레이드 센터